# كارين هورني
كارين هورني (بالألمانية: Karen Horney)‏ (اللقب عند الولادة دانييلسن، ( 16 سبتمبر 1885- 4 ديسمبر 1952)، هي محللة نفسية ألمانية عملت في الولايات المتحدة الأمريكية خلال مسيرتها المهنية اللاحقة. شككت نظرياتها في بعض الآراء الفرويدية التقليدية، وخاصة في نظرياتها عن الحياة الجنسية والتوجه الغريزي للتحليل النفسي. يُعزى لها الفضل في تأسيس علم النفس النسوي استجابةً لنظرية فرويد «حسد القضيب». اختلفت مع فرويد حول الفروقات المتأصلة في سيكولوجية الرجال والنساء، وتتبعت هذه الفروقات في المجتمع والثقافة فضلاً عن علم الأحياء. على هذا الأساس، غالباً ما تصنف هورني على أنها فرويدية حديثة.

## النشأة
ولدت هورني باسم كارين دانييلسن في 16 سبتمبر 1885 في بلانكنيزه في ألمانيا، بالقرب من هامبورغ. كان والدها بيرندت واكيلز دانييلسن (1836-1910) نرويجياً ولكنه كان يحمل الجنسية الألمانية. كان قبطان سفينة في البحرية التجارية، وكان بروتستانتيًا تقليديًا (لقّبوه أطفاله بـ «رامي الكتاب المقدس»، نسبةً إلى أنه رمى الكتاب المقدس بالفعل).
والدتها كلوتيلد -اسمها عند الولادة فان رونزيلين- (1853-1911)، ومعروفة باسم «سوني»، كانت أيضاً بروتستانتية من أصل هولندي. قيل إنها كانت أكثر انفتاحاً من بيرندت ومع ذلك كانت «مكتئبة وسريعة الانفعال وقاسية على كارين».
سُمي شقيق كارين الأكبر بيرندت أيضاً، واهتمت كارين به بشدة. كان لكارين أربعة إخوة غير أشقاء من زواج والدها السابق. لم يكن هناك أي تواصل مع الأطفال من زواجي والدها.
ووفقًا لمذكرات هورني في مراهقتها، كان والدها «شخصية تأديبية قاسية»، ووضع ابنه بيرندت في مرتبة أعلى من كارين أيضاً. ولكن أحضر والدها الهدايا لها من البلدان البعيدة بدلاً من شعوره بالإهانة أو السخط إزاء تصورات كارين له. شعرت كارين دائماً بالحرمان من محبة والدها وأصبحت بدلاً من ذلك متعلقةً بأمها.
أصبحت كارين طموحة ومتمردة إلى حد ما منذ سن التاسعة تقريباً. شعرت أنها لا يمكن أن تصبح جميلة، فقررت بدلاً من ذلك أن تستثمر طاقاتها في خصالها الفكرية -على الرغم من حقيقة أن معظم الناس نظروا إليها على أنها جميلة. في هذا الوقت، طغت على شقيقها الأكبر -الذي أصبح محرجاً من اهتمامها- وسرعان ما دفعها بعيداً. عانت من أولى نوبات الاضطراب الاكتئابي العديدة -وهي مشكلة ابتليت بها لبقية حياتها.
في عام 1904، عندما كانت كارين في التاسعة عشرة من عمرها، تركت والدتها والدها (دون طلاق)، واصطحبت الأطفال معها.

## التعليم
دخلت هورني كلية الطب في عام 1906 ضد رغبات والديها. كانت جامعة فرايبورغ في الواقع إحدى أوائل المؤسسات في جميع أنحاء ألمانيا التي تسجل النساء في الدورات الطبية، مع عدم توفير التعليم العالي للنساء في ألمانيا حتى عام 1900. وبحلول عام 1908، انتقلت هورني إلى جامعة غوتينغن، وانتقلت مرة أخرى إلى جامعة هومبولت في برلين قبل التخرج وحصولها على شهادة الطب في عام 1913. كان الحضور في العديد من الجامعات من أجل الحصول على التعليم الطبي الأساسي شائعاً في ذلك الوقت.
التقت بطالب الأعمال أوسكار هورني من خلال زميلها الطالب كارل مولر براونشفايغ -الذي أصبح فيما بعد محللاً نفسياً-. تزوجا في عام 1909. انتقل الزوجان إلى برلين معاً، حيث عمل أوسكار في الصناعة بينما واصلت كارين دراستها في شاريتيه.
في غضون عام واحد، أنجبت كارين طفلها الأول وفقدت والديها. استعانت بالتحليل النفسي لمساعدتها على التأقلم مع كل ما حدث معها. كان أول محلل لها هو كارل آبراهم في عام 1910، ثم انتقلت إلى هانس زاكس.
كان لدى كارين وأوسكار ثلاث بنات. ولدت ابنتها الأولى في عام 1911 وسميت بريجيت هورني، وأصبحت فيما بعد ممثلة مشهورة.

## المسيرة المهنية والأعمال
كانت هورني في عام 1920 أحد الأعضاء المؤسسين لمعهد برلين للتحليل النفسي. شغلت بعدها منصبًا تدريسيًا في المعهد، وساعدت في تصميم برنامج الجمعية التدريبي وإدارته في نهاية المطاف، وعلمت الطلاب، وأجرت أبحاثاً في التحليل النفسي. واجتمعت مع المرضى في جلسات تحليل نفسي خاصة، واستمرت بالعمل في المستشفى.
أصابت حالة إعسار شركة أوسكار هورني بحلول عام 1923، وأصيب أوسكار بالتهاب السحايا بعد فترة وجيزة، وسرعان ما شعر بالمرارة والحزن وأصبح كثير الجدال. توفي شقيق هورني بسبب التهاب رئوي في نفس العام. وساهم كلا الحدثين في تدهور الصحة العقلية لهورني، فدخلت فترة ثانية من الاكتئاب العميق؛ وسبحت في البحر خلال إحدى الإجازات وفكرت في الانتحار.
انفصلت هورني وزوجها في عام 1926، وتطلقا في عام 1937. انتقلت هي وبناتها الثلاث من منزل أوسكار. إذ ثبت أن أوسكار يشبه والد هورني إلى حد كبير بشخصيته الاستبدادية. بعد دراسة نظرية التحليل النفسي أكثر، أعربت هورني عن أسفها لأنها سمحت لزوجها بالسيطرة على أطفالها عندما كانوا أصغر سناً.
على الرغم من انحرافها المتزايد عن العقيدة الأرثوذكسية الفرويدية، عملت هورني ودرّست في جمعية برلين للتحليل النفسي حتى عام 1932. وكان جفاء فرويد المتزايد تجاهها وقلقها من صعود النازية في ألمانيا ما دفعها إلى قبول دعوة من فرانز ألكساندر لتصبح مساعدته في معهد شيكاغو للتحليل النفسي؛ وفي عام 1932، انتقلت هي وبناتها إلى الولايات المتحدة الأمريكية.
انتقلت هورني إلى بروكلين بعد عامين من انتقالها إلى شيكاغو. كانت بروكلين موطنا لطائفة يهودية كبيرة، وعدد متزايد من اللاجئين من ألمانيا النازية، وازدهر التحليل النفسي في المنطقة. أصبحت هورني صديقةً للكثير من المحللين في بروكلين مثل هاري ستاك سوليفان وإريك فروم. وارتبطت مع فروم بعلاقة جنسية انتهت بشكل مرير.
بينما كانت هورني تعيش في بروكلين، درّست المحللين ودربتهم في مدينة نيويورك، وعملت في كل من «المدرسة الجديدة للأبحاث الاجتماعية» و«معهد وجمعية نيويورك للتحليل النفسي».
وضعت هورني نظرياتها المركبة فيما يتعلق بالعصاب وعلم نفس الشخصية، وطورتها خلال فترة إقامتها في بروكلين، بناءً على الخبرات التي اكتسبتها من العمل في مجال العلاج النفسي. نشرت في عام 1937 «الشخصية العصابية في عصرنا»، والتي كان لها عدد كبير من القراء. بحلول عام 1941، كانت هورني عميدة المعهد الأمريكي للتحليل النفسي، وهو معهد تدريب لأولئك الذين كانوا مهتمين بمنظمة هورني الخاصة «جمعية النهوض بالتحليل النفسي». أسست هورني هذه المنظمة بعد أن أصبحت غير راضية عن الطبيعة الأرثوذكسية الصارمة عموماً للمجتمع التحليلي السائد.
أدى انحراف هورني عن علم النفس الفرويدي إلى استقالتها من منصبها، وسرعان ما بدأت التدريس في كلية طب نيويورك. أسست أيضاً مجلة خاصة وهي «المجلة الأمريكية للتحليل النفسي»، واستمرت في ممارسة الطب النفسي حتى وفاتها في عام 1952.

## النرجسية
رأت هورني النرجسية بشكل مختلف تماماً عن فرويد وكوهوت وغيرهما من منظري التحليل النفسي السائد من حيث أنها لم تفترض النرجسية الأساسية ولكنها رأت أن الشخصية النرجسية هي نتاج نوع معين من البيئة المبكرة العاملة على نوع معين من المزاج. بالنسبة لها، الاحتياجات والنزعات النرجسية ليست متأصلة في الطبيعة البشرية.
تختلف النرجسية عن الاستراتيجيات أو الحيل الدفاعية الرئيسية الأخرى حسب هورني من مبدأ أنها ليست تعويضية. المثالية الذاتية تعويضية في نظريتها، لكنها تختلف عن النرجسية. جميع الاستراتيجيات الدفاعية تتضمن المثالية الذاتية، ولكن الحل النرجسي يميل إلى أن يكون نتاج الإشباع وليس العوز، وتقدير الذات النرجسي ليس قوياً، لأنه لا يستند إلى إنجازات حقيقية.

## عيادة كارين هورني
افتُتحت عيادة كارين هورني في 6 مايو من عام 1955 في مدينة نيويورك، تكريماً لإنجازات هورني. تسعى المؤسسة إلى البحث وتدريب الخبراء الطبيين، لاسيما في مجالات الطب النفسي، بالإضافة إلى كونها مركز علاج منخفض التكلفة. شهدت العيادة مؤخراً زيادة في عدد المرضى غير المناسبين للتحليل النفسي لأسباب مختلفة. يتم التعامل مع هؤلاء المرضى بطرائق العلاج النفسي مثل العلاج النفسي الداعم والمعالجة النفسية بالتحليل النفسي (العلاج النفسي التحليلي)، ويعتمد كل ذلك على أفكار هورني.

## روابط خارجية
- كارين هورني على موقع الموسوعة البريطانية (الإنجليزية)
- كارين هورني على موقع مونزينجر (الألمانية)
- كارين هورني على موقع إن إن دي بي (الإنجليزية)